# Anchlidon agrestis
Anchlidon agrestis е вид десетоного от семейство Pseudothelphusidae. Видът не е застрашен от изчезване.

## Разпространение
Разпространен е в Коста Рика и Мексико (Наярит и Халиско).

## Описание
Популацията на вида е стабилна.